# Шендон Андерсон
Шендон Андерсон (англ. Shandon Anderson, нар. 31 грудня 1973, Атланта) — американський професіональний баскетболіст, що грав на позиціях атакувального захисника і легкого форварда за декілька команд НБА. Чемпіон НБА. Молодший брат баскетболіста Віллі Андерсона.

## Ігрова кар'єра
На університетському рівні грав за команду Джорджия (1992–1996). 
1996 року був обраний у другому раунді драфту НБА під загальним 54-м номером командою «Юта Джаз». Професійну кар'єру розпочав 1996 року виступами за тих же «Юта Джаз», захищав кольори команди з Юти протягом наступних 3 сезонів.
З 1999 по 2001 рік грав у складі «Х'юстон Рокетс».
2001 року перейшов до «Нью-Йорк Нікс», у складі якої провів наступні 3 сезони своєї кар'єри.
Останньою ж командою в кар'єрі гравця стала «Маямі Гіт», до складу якої він приєднався 2004 року і за яку відіграв 2 сезони. 2006 року став чемпіоном НБА у складі команди.